# Place Martin-Nadaud
La place Martin-Nadaud est une place située dans le 20e arrondissement de Paris.

## Situation et accès
Laquelle convergent la rue Robineau, la rue Gasnier-Guy, la rue Sorbier, la rue Orfila ainsi que la rue de la Bidassoa et qui est limitée à l’est par l'avenue Gambetta qui, à ce niveau, longe le cimetière du Père-Lachaise.
Ce site est desservi par les lignes 3 et 3 bis à la station de métro Gambetta.

## Origine du nom
Cette place doit son nom à Martin Nadaud, ancien maçon de la Creuse et homme politique français né en 1815 et mort en 1898.

## Historique
Ouverte par un décret du 28 janvier 1876, cette place, qui faisait précédemment partie de la rue Sorbier, prend sa dénomination actuelle par arrêté du 2 août 1899.

## Bâtiments remarquables et lieux de mémoire

### Ancienne station de métro
La station de métro Martin-Nadaud, inaugurée en 1902, fut condamnée en 1969 pour être rattachée à la station voisine et n’être plus que l’une des sorties de la station Gambetta. La bouche de métro de la place Martin-Nadaud est l’œuvre d’Hector Guimard et a été inscrite aux monuments historiques le 29 mai 1978.

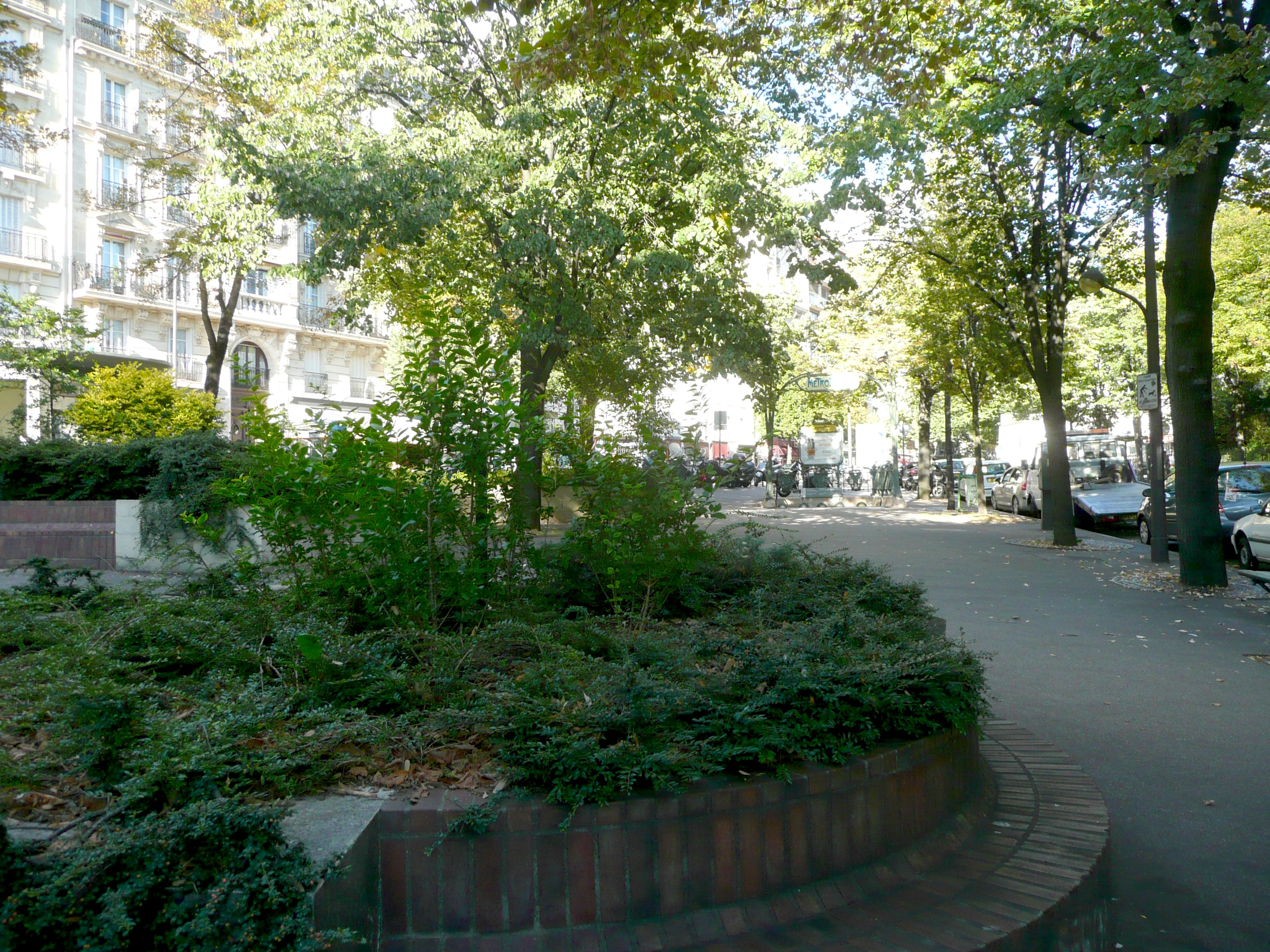
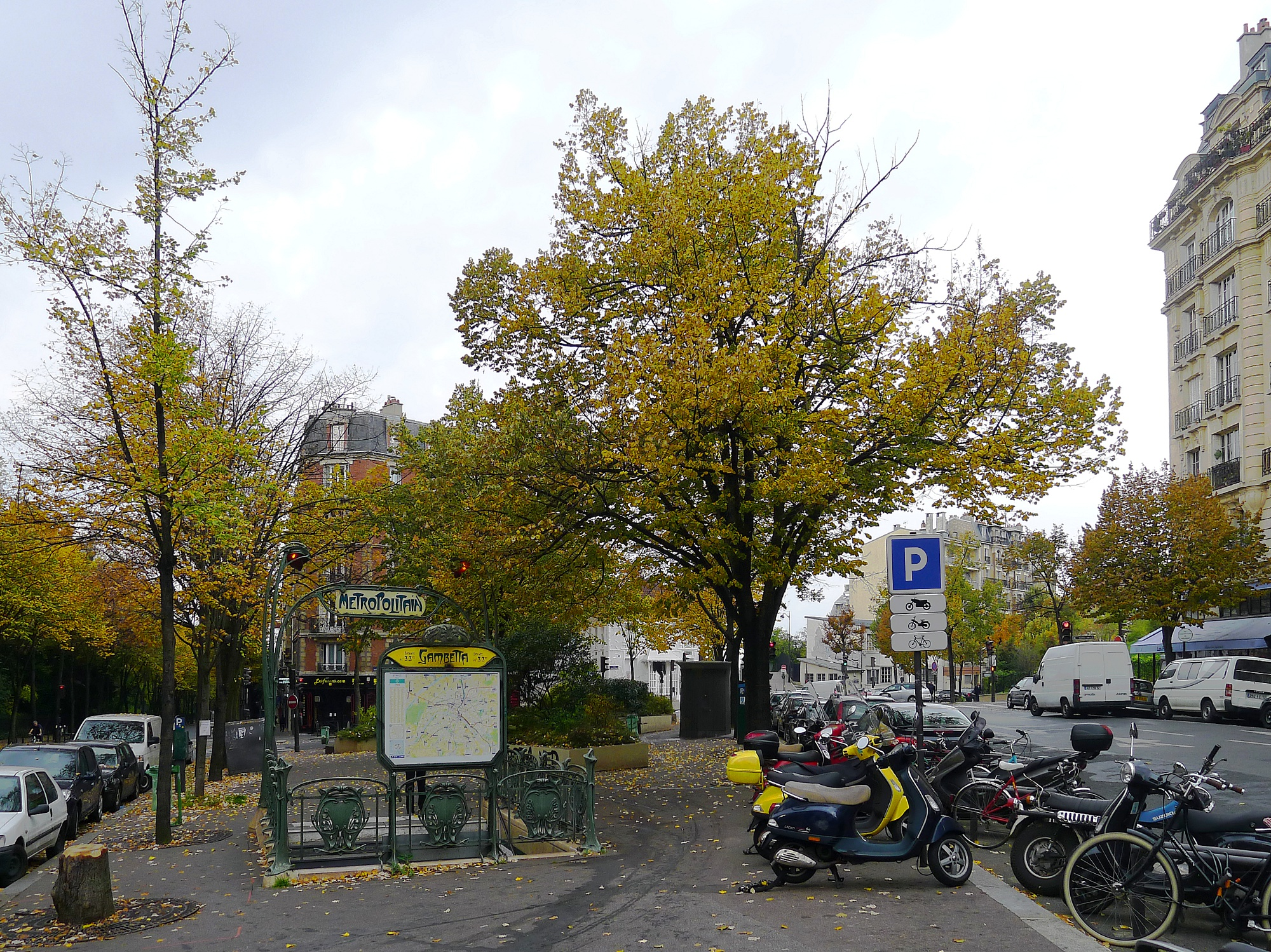
Station de métro Gambetta.

### Lieu de tournage
Une partie des scènes de Paris, film de Cédric Klapisch sorti en 2008, ont été tournées sur la place Martin-Nadaud, dans et depuis deux immeubles donnant sur la place. L'appartement dans lequel habite Pierre, le danseur malade, est situé dans l'immeuble du no 4 (mais la boulangerie censée faire l'angle de l'immeuble se trouve, elle, en réalité dans un autre arrondissement, à l'angle de la rue Marcadet et de la rue Carpeaux dans le 18e) ; l'appartement de Laetitia, l'étudiante, est dans l'immeuble en face, qui fait l'angle entre l'avenue Gambetta, la place Martin-Nadaud et la rue Robineau.

### Autres projets
- Place Martin-Nadaud sur Commons